# ناداب ملك إسرائيل
ناداب ملك إسرائيل (بالعبرية: נָדָב) هو ثاني ملوك مملكة إسرائيل الشمالية، وهو ابن يربعام الأول.

## فترة حكمه
أصبح ناداب ملك إسرائيل في السنة الثانية لحكم آسا ملك يهوذا، وملك لمدة عامين. قام وليام فوكسويل أولبرايت بتأريخ حكمه من عام 901 إلى 900 قبل الميلاد ، بينما أرخها إدوين ثيلي من 910 إلى 909 قبل الميلاد.
في السنة الثانية من حكمه، تآمر عليه أحد نقبائه بعشا، وقتله ثم جعل نفسه ملكًا لإسرائيل. وقتل بعشا ما تبقى من العائلة المالكة. كان هذا متفقًا مع النبوءة أخيا الشيلوني بشأن انقراض سلالة يربعام بأسره.